# フランティシェク・コウツキー
フランティシェク・コウツキー(チェコ語:František Koucký) (1907年7月20日クルンスコ生まれ、1994年1月11日没)は、チェコの銃火器設計士。第二次世界大戦後はチェスカー・ズブロヨフカ・ウヘルスキブロッドにて、兄のヨセフと共に、かの著名なCz75拳銃を始めとする数多くの製品を世に送り出した。

## 生涯
フランティシェクはムラダー・ボレスラフ近郊クルンスコにて、整備職人である父コウツケーホの第四子として生誕。ムラダー・ボレスラフの専門学校に、その後高等工業高校へと進学する。1926年に、父親が監督を務める L. Kotek, spol. s.r.o.という工場にて、工具製作者として勤務。1945年には5歳年下のヴラストージ・ズダールスコウと結婚、1951年には長男ヴォイテハが産まれる。ドイツ語と英語を話した彼は、1955年にクレメント・ゴットワルトから第二国家勲章を受勲している。

## 銃器の刻印
彼と兄、二人の兄弟は製品名をZK(ズブロヨフカ・コウツキー)と指定しており、その後に続く2桁の数字は製造年を、次の1桁はモデルを表した。
- 1938年: ZK382, ZK383H, ZK384, ZK385
- 1939年: ZK395,
- 1940年: ZK403, ZK404, ZK405, ZK406, ZK407
- 1941年: ZK412, ZK414 (ZB 303 Br)
- 1941年: ZK416, Puška  vz. 41 (resp.  Modell SS 41(t)  a Modell 41/15 mm)
- 1942年: ZK420, ZK423, ZK425
- 1945年: ZK453, ZKM468, ZKM451, ZKM452, ZKM454, ZKM455, ZKM456, ZKM468
- 1946年: ZKM465/ZKW 465 Hornet, ZKW465, ZK466,
- 1947年: ZK476, ZK477, ZK475
- 1948年: ZK481, ZK483
- 1949年: ZK492, ZKP493, ZK494, ZK496
- 1950年: ZKP501, ZKP504
- 1951年: ZK514
- 1952年: ZK520, ZKP521
- 1954年: 年:年:ZKP541
- 1955年: ZKR551 r
- 1956年: ZKM561, ZKM562
- 1957年: ZKM573
- 1959年: ZKR590
- 1960年: ZKK600, ZKK601, ZKK602
- 1961年: ZKM611
- ČZ.75

## リンク

### 参考
1. ↑  Vojenský historický ústav Praha: CZ model 75